# 10:30 P.M. Summer
10:30 P.M. Summer is een Amerikaans-Spaanse dramafilm uit 1966 onder regie van Jules Dassin. Het scenario is gebaseerd op de roman Dix heures et demi du soir en été (1960) van de Franse auteur Marguerite Duras.

## Verhaal
Maria en Paul trekken door Spanje met hun dochter en hun nieuwe vriendin Claire. Maria heeft een drankprobleem en ze wordt voortdurend bedrogen door Paul. Hij krijgt al spoedig een affaire met Claire.

## Rolverdeling
| Acteur             | Personage         |
| ------------------ | ----------------- |
| Melina Mercouri    | Maria             |
| Romy Schneider     | Claire            |
| Peter Finch        | Paul              |
| Julián Mateos      | Rodrigo Palestra  |
| Isabel María Pérez | Judith            |
| Beatriz Savón      | Vrouw van Rodrigo |